# TVアニメ『信長の忍び』キャラクターソング〜歌宴の術〜
「TVアニメ『信長の忍び』キャラクターソング〜歌宴の術〜」（テレビアニメのぶながのしのびキャラクターソング うたげのじゅつ）は、2017年10月11日にビーイングから発売されたシングル。

## 解説
TVアニメ『信長の忍び〜伊勢・金ヶ崎篇〜』のキャラクターソングを集めたシングル。
本作を発売するきっかけは2017年4月1日、特別配信ラジオ番組『「信長の忍び」～私、リスナー様の忍びになります!!～』で、パーソナリティの水瀬いのり（千鳥役）がゲスト登場した蓮花に、「アニメに登場するキャラクターのいろんなキャラソンが聴いてみたい!」「助ちゃん(助蔵)とのデュエットとかしてみたい！」「その時は蓮花に作詞してもらえますか?」という話題で盛り上がったトークからである。このトークを受けてキャラクターソング制作がスタート。作詞は第1期1クール目の主題歌「徒桜」及び第2期1クール目主題歌「白雪」を担当した蓮花が手掛けることとなった。

## 収録曲
- 全作詞：蓮花

1. キラキラッ!
歌唱：千鳥（水瀬いのり）、助蔵（村瀬歩）
作曲・編曲：KAZUYA
2. 千の弓矢
歌唱：織田信長（羽多野渉）
作曲・編曲：KAZUYA
3. ユリシス 〜幸せの青き蝶〜
歌唱：帰蝶（たかはし智秋）
作曲・編曲：千葉“naotyu-”直樹
4. おサルでござる☆
歌唱：木下秀吉（山口勝平）
作曲・編曲：田中明仁